# Venèrids

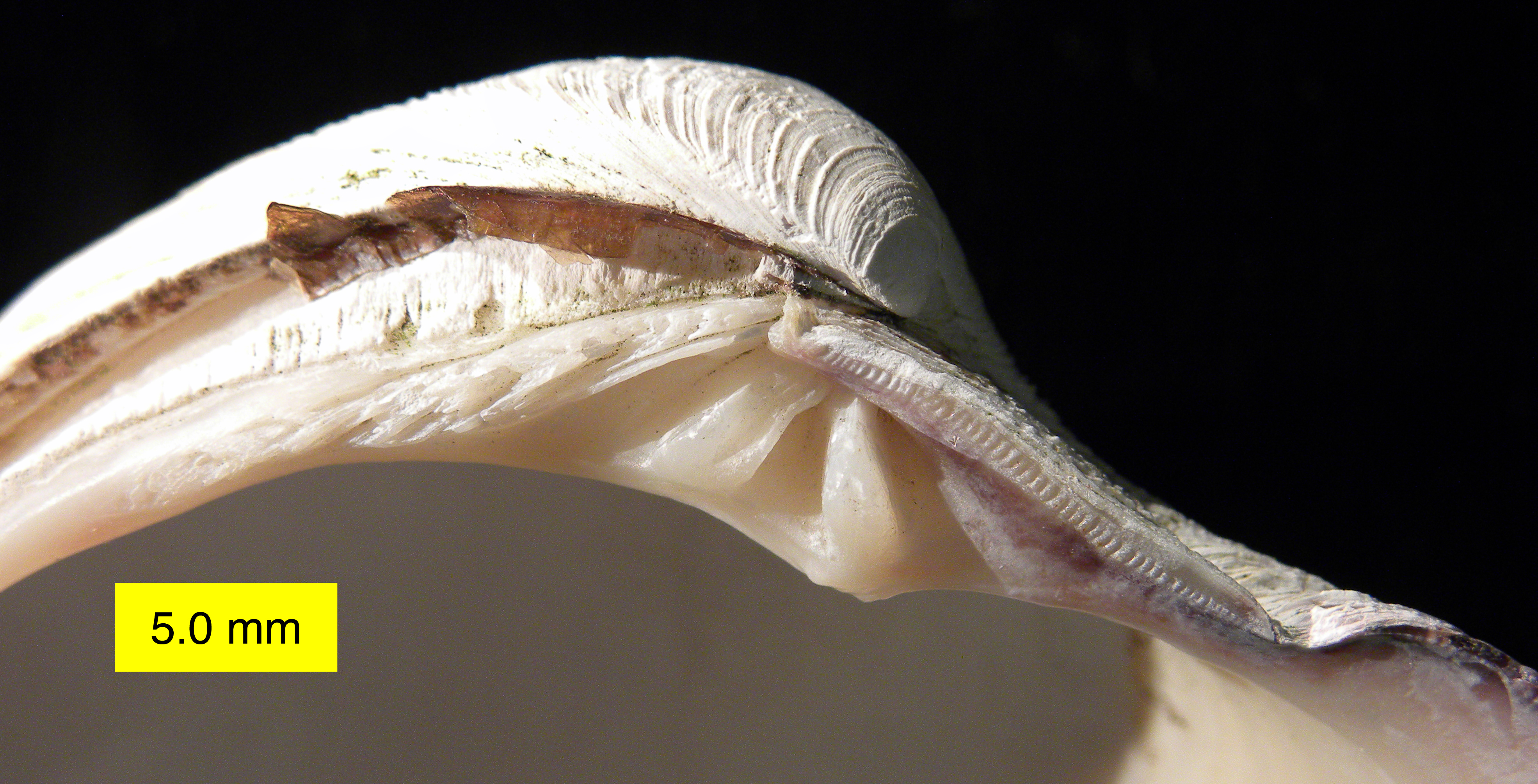
Mercenaria mercenaria

Els venèrids (Veneridae) són una gran família de mol·luscs bivalves marins. N'hi ha unes 500 espècies, moltes d'elles comestibles.

## Descripció

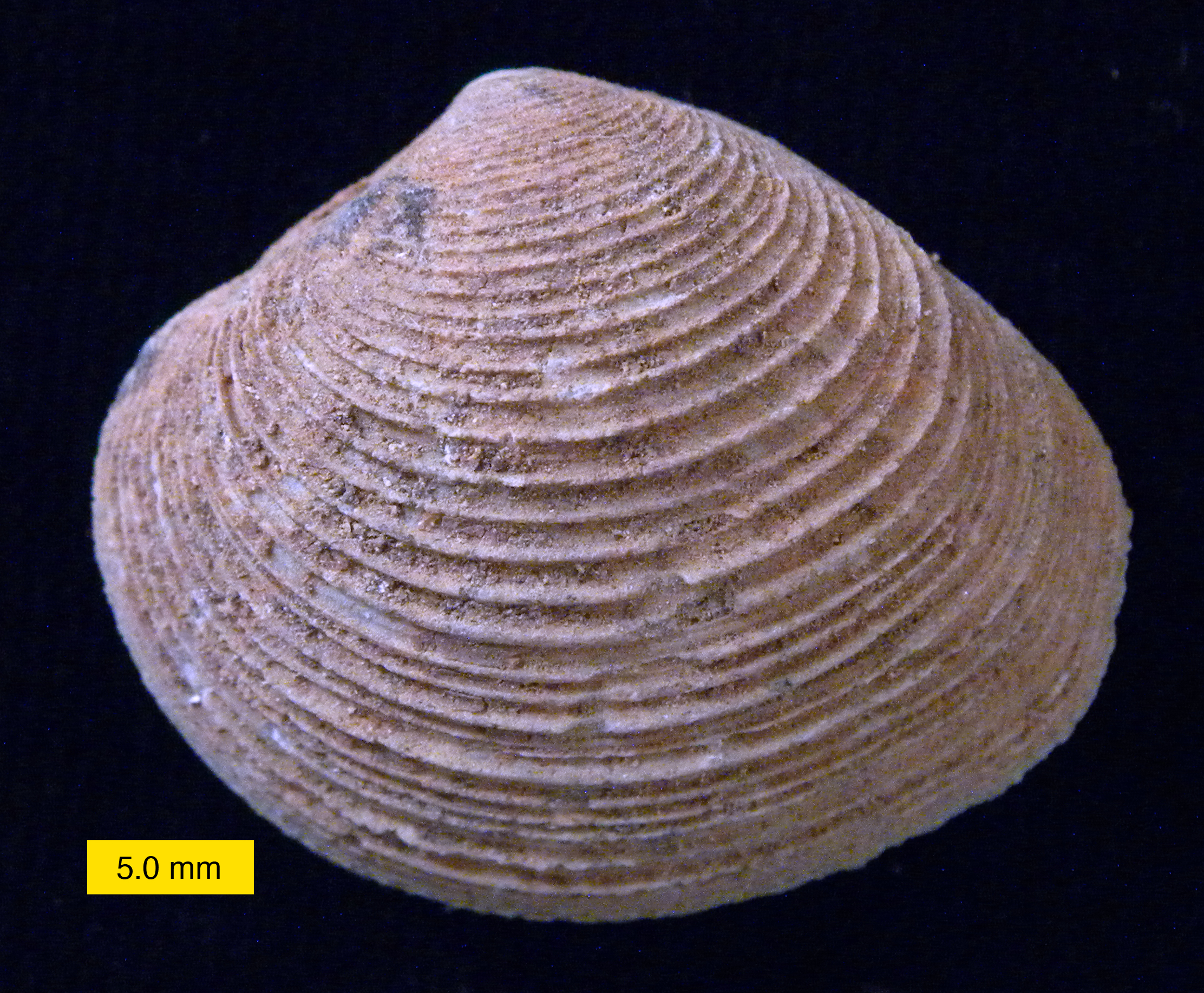
Venèrid del cretaci prop d'Amman, Jordània.

L'escultura de la conquilla tendeix a ser concèntrica però amb ornamentació radial i divaricada (vegeu Gafrarium), i rarament espinosa (Pitar lupanaria).

## Subfamílies asgons Keen (1969)
- Chioninae
- Circinae
- Clementinae
- Cyclinae
- Dosiniinae
- Gemminae
- Meretricinae
- Pitarinae
- Samaranginae
- Sunettinae
- Tapetinae
- Venerinae

## Llista d'alguns gèneres de Veneridae

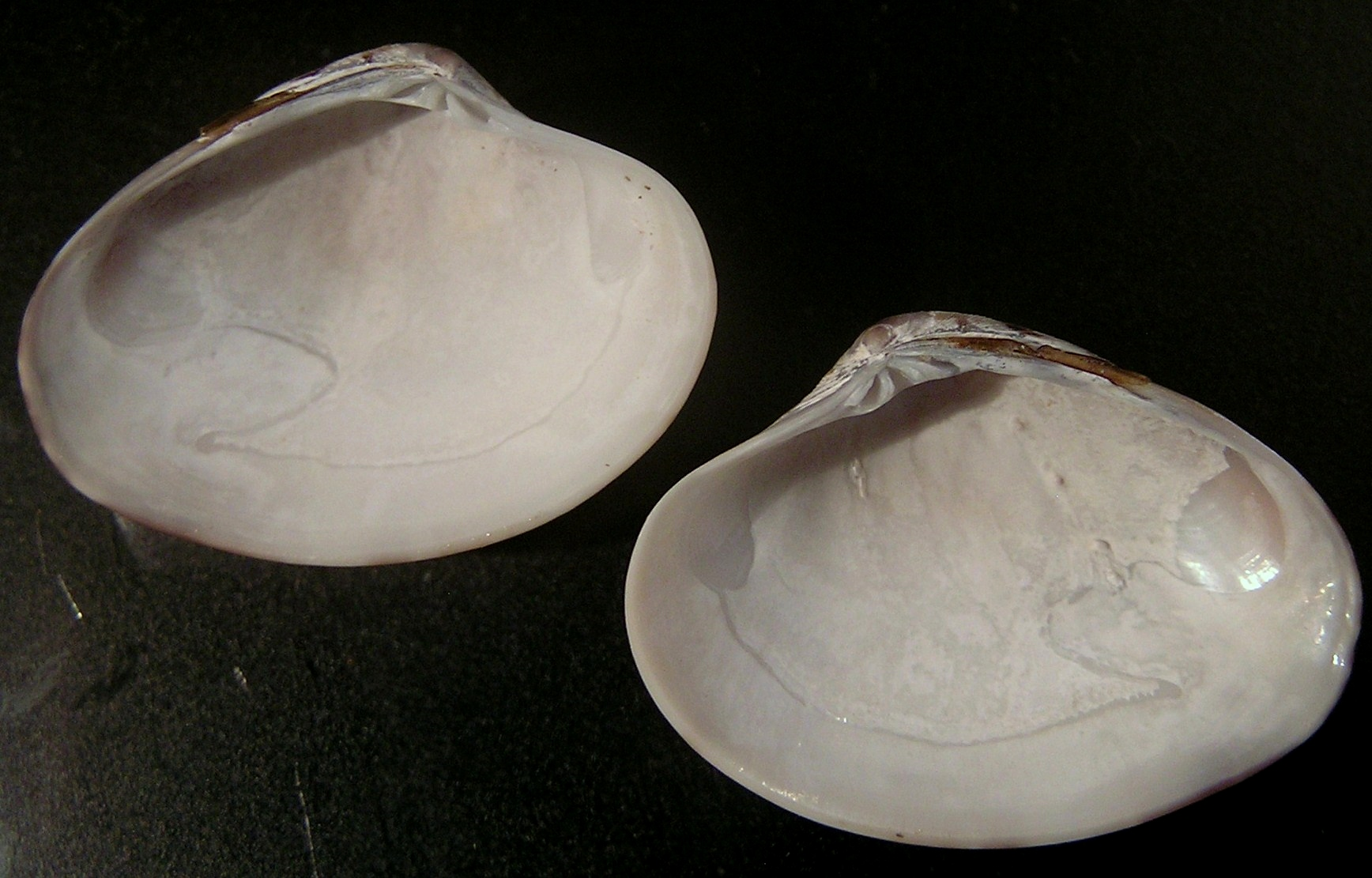
Marcia marmorata

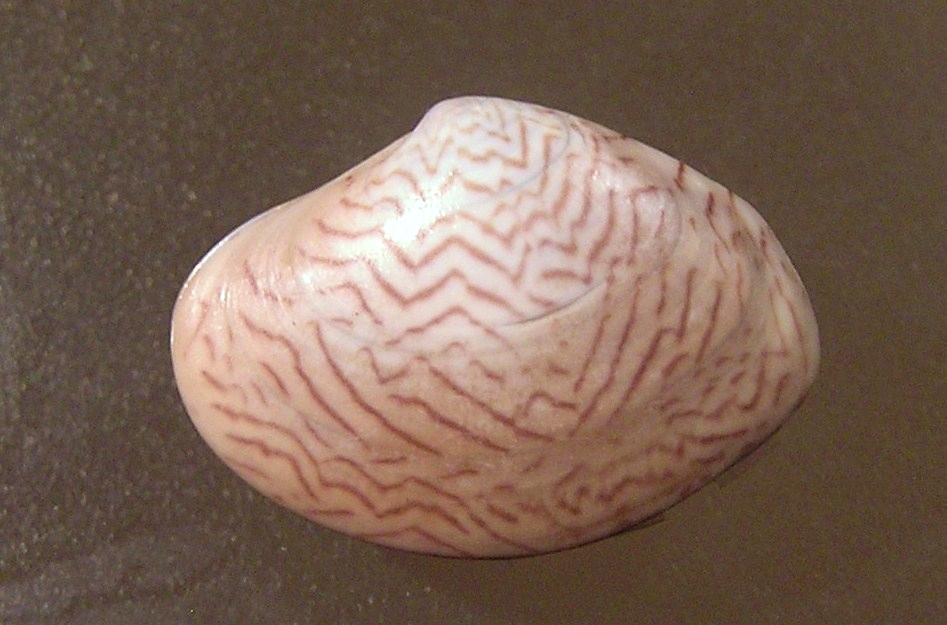
Sunetta meroe

| - Agriopoma Dall, 1902 - Amiantis Carpenter, 1884 - Anomalocardia Schumacher, 1817 - Austrovenus Finlay,1927 - Bassina Jukes-Browne, 1914 - Callista Poli, 1791 - Chamelea Mörch, 1853 - Chione Megerle von Mühlfeld, 1811 - Chionopsis Olsson, 1932 - Chionista Keen, 1958 - Circomphalus Klein, 1853 - Clausinella J. E. Gray, 1851 - Compsomyax Stewart, 1930 - Cyclinella Dall, 1902 - Dosina Gray, 1835 - Dosinia Scopoli, 1777 - Gafrarium Röding, 1798 - Gemma Deshayes, 1853 - Globivenus Coen, 1934 - Gouldia C. B. Adams, 1847 - Humilaria Grant and Gale, 1931 - Irus Schmidt, 1818 - Irusella Hertlein and Grant, 1972 - Lioconcha Morch, 1853 | - Liocyma Dall, 1870 - Lirophora Conrad, 1883 - Macrocallista Meek, 1876 - Marcia H. Adams & A. Adams, 1857 - Mercenaria Schumacher, 1817 - Meretrix Linnaeus, 1758 - Notirus Finlay, 1928 - Notocallista Iredale, 1924 - Nutricola Bernard, 1982 - Paphia Born, 1778 - Parastarte Conrad, 1862 - Periglypta Jukes-Browne, 1914 - Pitar Römer, 1857 - Protothaca Dall, 1902 - Psephidia Dall, 1902 - Ruditapes - Saxidomus Conrad, 1837 - Sunetta Link, 1807 - Tapes Muhlfeld, 1811 - Tawera Marwick, 1927 - Timoclea Brown, 1827 - Tivela Link, 1807 - Transennella Dall, 1883 - Venerupis Lamarck, 1818 - Ventricolaria Keen, 1954 - Venus Linnaeus, 1758 |